# تاج‌ماه آفاق‌الدوله
تاج‌ماه آفاق‌الدوله نویسنده و مترجم ایرانی عصر قاجار بود.
تاج‌ماه احتمالاً نخستین زنی است که در ایران دست به کار ترجمه زد. او نمایشنامه «نادرشاه» اثر «نریمان نریمانف» را از ترکی به فارسی برگرداند و آن را در سال ۱۳۲۴ هجری قمری منتشر کرد. از تاج‌ماه غیر از این ترجمه مجموعه‌ای از نامه‌ها، شعر و کتابی به نام «صحّت مظفّری» برجای مانده‌است.
تاج‌ماه در ابتدای نمایشنامه «نادرشاه» خود را چنین معرفی می‌کند: «کمینه تاج‌ماه آفاق الدوله همشیره آقا اسماعیل آجودانباشی و عیال فتح‌الله ارفع السلطنه طالشی» پدر تاج‌ماه، میرزا علی‌اکبر خان زنجانی، از نظامیان عصر قاجار بود و برادرش اسماعیل‌خان سیف‌السلطنه (۱۲۶۵−۱۳۲۷ هجری قمری) از مخالفان مشروطه که از محمدعلی شاه حمایت می‌کرد و پس از فتح تهران و خلع محمدعلی شاه به دار آویخته شد. برادر دیگر آفاق‌الدوله میرزا ابراهیم خان زنجانی از پیشگامان ترجمه متون نمایشی به فارسی بود.
آفاق‌الدوله پس از پیروزی مشروطه خواهان از ارفع‌السلطان جدا شد و سال‌های برای احقاق حقوق خود تلاش کرد.
دیوان اشعار او در کتابخانه مرکزی دانشگاه تهران نگهداری می‌شود. 
تاج ماه در آذر ماه سال 1326 درگذشت و در امام زاده عبدالله شهرري به خاك سپرده شد.
عزت الله امیر پور طالش تنها پسر تاج ماه خانم و فتح الله خان بود که به سمت مدیرکل وزارت دارایی تهران در اواخر دوره رضا شاه و اوایل دوره محمدرضا شاه منصوب شد و بعلت سکته مغزی در سال ۱۳۴۳ هجری شمسی در تهران درگذشت . فرزندان وی بنامهای اذرمیدخت (متولد ۱۳۰۲ و در سال ۲۰۰۵ میلادی در شهر هیستون آمریکا درگذشت) ۲-یدالله امیر پورطالش کارمند شهربانی شاهنشاهی، متولد ۱۳۰۴ در سال ۱۳۸۵  در گذشت ۳-اردشیر امیر پور طالش مدیر کل امورمالی اداره اطلاعات شهربانی(متولد ۱۳۱۴ درگذشت سال ۱۴۰۱ ) ۴_مهیندخت امیر پور طالش (متولد ۱۳۱۹ درگذشت ۱۳۹۹ ).
عموی وی محمد حسین خان معروف به سالار بالاخانلو و پسرانش امير نصرت‌الله بالا خانلو شهردار و نماینده مجلس شورای ملی از همدان و هلاکو رامبد نماینده مجلس شورای ملی از طالش و اخرین رییس دفتر شاهزاده رضا پهلوی در تبعید بود، و مادرشان شوکت‌الدوله دختر محمود علامیر، دومین رئیس مجلس شورای ملی، بود